# Iaz, Sălaj
Iaz este un sat în comuna Plopiș din județul Sălaj, Transilvania, România. A fost atestat pentru prima dată în anul 1342 vaivoda ipsorum (olacorum) de Jazi et ceteri olaci de eadem, Jazi, Jaz. Satul "Iaz" este traversat de Valea Iazului.

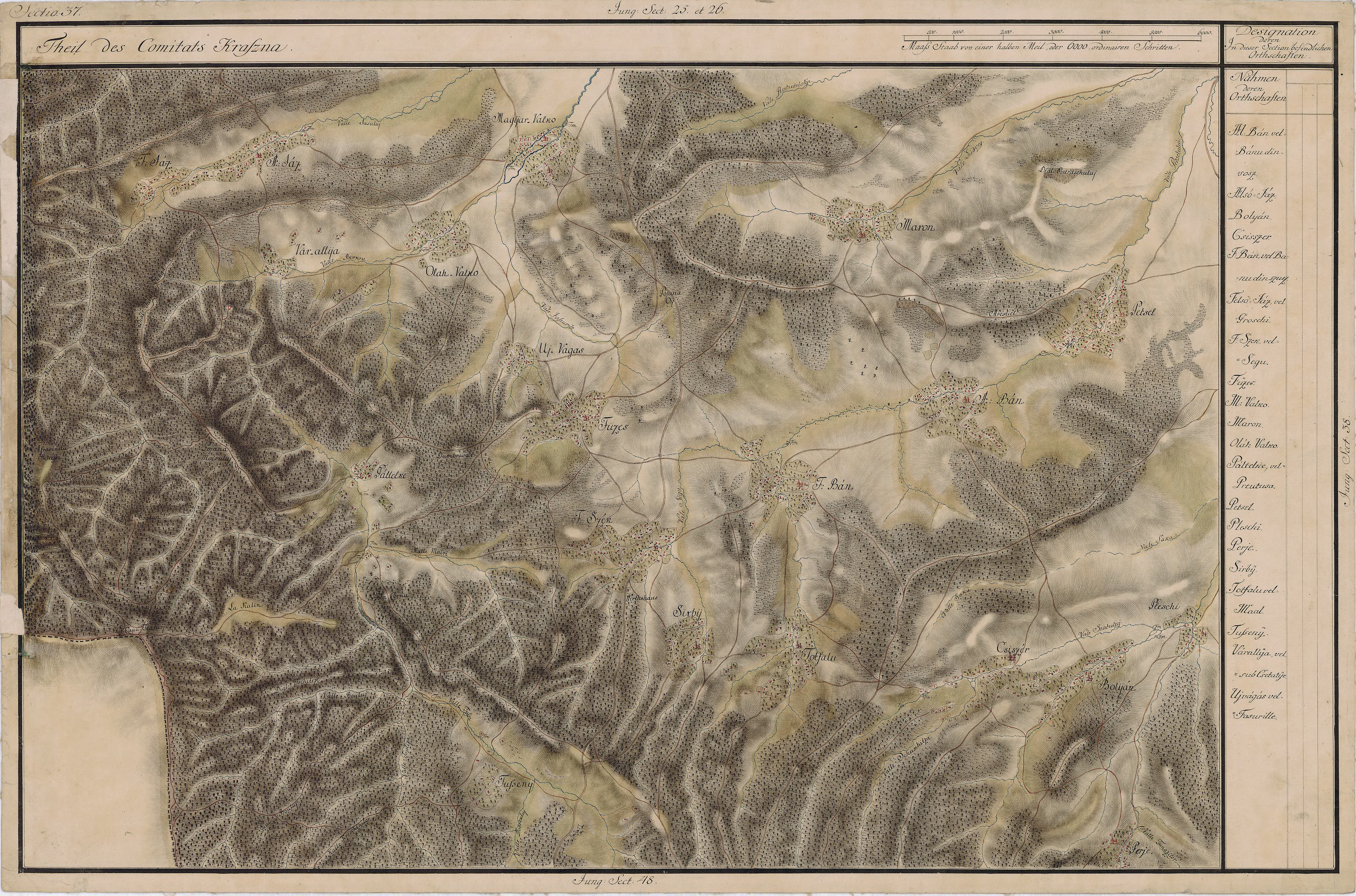
Iaz în Harta Iosefină a Transilvaniei, 1769-73

## Obiective turistice
- Rezervația naturală Mlaștina de la Iaz (10 ha)

 Acest articol despre o localitate din județul Sălaj este deocamdată un ciot. Puteți ajuta Wikipedia prin completarea lui.

1. ↑  Biblioteca Județeană I.S.Bădescu Sălaj (2017). Sălaj - Ghidul localităților (ed. a II-a, revizuită și adăugită). Zalău. p. 230. ISBN 978-973-0-24720-6.